# Bailliage de Laupen
1324–1798
Entités précédentes :
- Seigneurie de Laupen
- Bailliage d'Oltigen (1483)

Entités suivantes :
- District de Laupen

Le bailliage de Laupen est un bailliage bernois. Il est créé en 1324. Il est le premier des bailliages bernois.

## Histoire
En 1483, Berne supprime le bailliage d'Oltigen et en transfère une grande partie au bailliage de Laupen.
Une partie du bailliage dépend de la juridiction de Sternenberg et une autre de la juridiction de Zollikofen.

## Baillis
Les baillis sont les suivants :
- 1447 : Rudolf von Speichingen[1] ;
- 1567-1571 : Anton Gasser[2] ;
- 1769-1774 : Albrecht von Mülinen[3] ;

Johann Weyermann est lieutenant baillival en 1580.